# Annopole Nowe
Annopole Nowe (do 2007 Nowe Annopole, niem. Annafeld) – wieś w Polsce położona w województwie łódzkim, w powiecie zduńskowolskim, w gminie Zduńska Wola. Do 2007 roku nosiła nazwę Nowe Annopole.
W latach 1975–1998 miejscowość administracyjnie należała do województwa sieradzkiego.